# Bhaskran Satiananthan
Bhaskran Satiananthan (Perak, Federación Malaya; 9 de mayo de 1958 – 18 de julio de 2023) fue un futbolista y entrenador de fútbol malasio que jugó en las posiciones de defensa central y mediapunta.

## Carrera

### Club
| Periodo   | Club               |
| --------- | ------------------ |
| 1978—1986 | Negeri Sembilan FA |
| 1987      | Malacca FA         |
| 1988—1989 | Negeri Sembilan FA |

### Selección nacional
Jugó para Malasia en 15 ocasiones de 1979 a 1985 y anotó un gol.

### Entrenador
| Periodo   | Club                  |
| --------- | --------------------- |
| 1990—1991 | Negeri Sembilan FA II |
| 1992      | Negeri Sembilan FA    |
| 2006      | MPPJ FC               |
| 2006—2008 | Malasia U-23          |
| 2007—2009 | Malasia               |
| 2009—2010 | Kelantan FA           |
| 2011—2015 | ATM FA                |
| 2017—2018 | Felda United FC       |
| 2018—2020 | Selangor FA           |
| 2022      | Sarawak United FC     |

## Logros

### Jugador
- Sultan's Gold Cup (1): 1992[18]

### Entrenador
- Liga Premier de Malasia (2): 2012, 2018
- Torneo Merdeka (1): 2007
- Copa de Malasia (1): 2010

### Individual
- Entrenador Malayo del Año (3): 2010, 2012, 2017[19]